# 宁都起义
宁都起义，又称宁都暴动，是指中华民国国民革命军第二十六路军一部於1931年12月14日在江西宁都发动的一次兵变。兵变的结果是：二十六军大部一万七千余人加入中国共产党领导的工农红军。

## 背景
中原大战结束後，国民政府将原西北军的第五路军改编为二十六路军，以孙连仲为军长，调往江西参加剿共。该军早在北伐战争时期便已被中国共产党渗透，此时中共命令其秘密组织在该军中加强活动，策划兵变。
1931年11月底，该军中的中共秘密兵运组织负责人王超被捕叛变，蒋中正急电孙连仲要求其查办。此时孙恰不在军中，电文落入参谋长赵博生手中。赵為中共秘密党员，立刻决定發起暴動，并争取25师73旅旅长董振堂、第74旅旅长季振同及团长黄中岳等人参加。
中共得知此一情况後，即派王稼祥、刘伯坚和左权前往联络，并派遣红四军红十二师前往接应。
第二十六路军
- 总指挥孙连仲起义当晚有事不在部队
- 参谋长赵博生
- 第25师 师长李松昆，代理不在位的孙连仲的总指挥职权。赵博生是以宴请的名义才把全路军的团以上军官集中到一起的，李松昆未赴宴，故得以在起义发生后翻墙逃跑。
  - 第73旅旅长董振堂
    - 第145团团长王广建起义时被扣押在酒楼，但作为董振堂的老部下被任命为起义委员会总监军、红十三军第39师副师长。1933年2月第四次反围剿中在宜黄南部伏击第59师，王广建与师长王树亚在前沿阵地观察战况被敌军冷枪击中牺牲。1976年王广建才被授予革命烈士称号。
    - 第146团团长郭道培（郭通培）被迫进入苏区后领路费回家。

  - 第74旅旅长季振同
    - 第147团团长黄中岳支持并参与策划起义，中校团附苏静执行了起义任务
    - 第148团团长刘毓琪被扣押在酒楼，被迫进入苏区后领路费回家，到宋哲元第二十九军做少将参议，抗战时投降汪伪军历任师参谋长、师长。

  - 第75旅旅长李松昆 兼
    - 第149团团长张少宜（原名张恩育）起义时被扣押在酒楼，被迫进入苏区后，由于第75旅其他领导都走人，张少宜代表该旅任红十五军副军长，参与赣州战役和漳州战役。调任中国工农红军学校总教官。1932年5月被以“企图叛变”的罪名逮捕，曾一度被判死刑，在毛泽东的营救下被改判八年。长征前被错误杀害。
    - 第150团团长曹明道被迫进入苏区后领路费回家。
- 第27师高树勋起义当晚有事不在部队
  - 第79旅旅长池峰城，知道赵博生有意起义，便借故没有出席起义当晚的酒宴后悄悄离开部队
    - 第157团（团长侯象麟）驻在宁都城郊，该部被李松昆带走。
    - 第158团团长李锦亭宁都起义中被扣押在酒楼，从二楼跳下逃跑，但还是被捉住。李锦亭主动要求起义，回驻地带回来了两个团的官兵。进入江西苏区后，任红十四军第41师师长，参与了拔出苏区内部白色据点的战斗。1932年2月，受红五军团内部风波影响领路费回家。

  - 第80旅旅长冯安邦被迫进入苏区后领路费回家。马上回孙连仲部任重建后的第27师师长。娘子关战役（1937年10月11日-1937年11月2日）时该师扩编为第四十二军任军长。
    - 第159团团长王广田(已经在中村战斗中被红军击毙)。
    - 第160团团长王天顺被迫进入苏区后领路费回家，又回到孙连仲部任职，1937年任第27师81旅旅长。

  - 第81旅旅长王恩布被迫进入苏区后领300大洋路费回家。冯安邦第27师在第四次反围剿中吃败仗，王恩布接任第27师师长。1934年10月红军长征离开江西苏区后，王恩布辞职回家。 
    - 第161团团长张方昭被迫进入苏区后领路费回家，又回到孙连仲部任重建后的第25师75旅旅长。
    - 第162团团长杨守道被迫进入苏区后领路费回家，又回到孙连仲部，被送到南京军校深造后任第27师79旅158团团长。

## 经过
1931年12月14日，赵、董、季、黄等人发动暴動。赵博生是以宴请的名义才把全路军的团以上军官集中到一起，并宣布“绕道广东，北上抗日”。因为宁都在北，革命根据地瑞金在南，若不打着“绕道广 东，北上抗日”这个旗号，而直接宣布去当红军，不但无法把二十六路军的绝大部分都拉过来，而且起义有失败的可能。事实上，当时相当大一部分军官对起义当红军是没有思想准备的，有些是被动过来的。除城北25师的1个团被25师师长李松昆设法带走外，其余宁都驻军1万7千余人全部起义。16日，暴動部队进入中央苏区，宣布参加红军后，有部分军官感到受了季振同、黄中岳他们的骗，因而要求离队，特别是将校级军官自动要求离队的更多。
宁都起义给红军带去了8部电台，使得红一方面军的电台总数达到14部。

## 延安合影
1938年12月的一天，毛泽东在延安接见参加宁都起义的同志，忽兆麟、郝培谋、张明远、张永励、李十中、张宣斋、于朝俊、刘型、耿万福、刘向三、李肃等11位参加过宁都起义的同志，萧劲光、王稼祥参加接见，毛泽东与大家合影留念，并在照片上题词：“以宁都起义的精神，用于反对日本帝国主义，我们是战无不胜的。”

## 结局与影响
宁都起义11名被赵博生等领导者扣押的第二十六路军旅长、团长中，有一人参加红军后牺牲于战场（王广建）、一人参加红军后被错杀（张少宜）、三人离开苏区回老家（曹道明、李锦亭、郭道培）、六人离开苏区后直接回到孙连仲部（冯安邦、王恩布、杨守道、张方昭、王天顺、刘毓琪）。 
参加红军后，1949年之前离世的有：
- 赵博生死于中央苏区反围剿战爭
- 董振堂死于西路军之战
- 季振同被处决于长征之前
- 黄中岳被处决于长征之前。[3]
- 张静：红三十四师101团团长。1934年12月长征途中在湘江战役中牺牲。
- 吴正卿（1912-1936）：红六军团第17师师长。长征途中1936年2月10日攻打贵州省黔西县打鼓新场（今金沙县县城）牺牲。
- 张卿云（1906-1937）：长征途中从红五军团团长调任红四方面军红三十军第88师政治部主任。所部编入红西路军。1936年3月14日在肃南县祁连山石窝附近战斗牺牲。
- 王怀德：红五军团随营学校校长，1935年4月在滇黔交界处被地主民团杀害。
- 崔建勋，又名崔国柱，红九军团第3师第8团团长、红三十二军团长，1936年冬在环县被错杀，1945年平反。
- 徐志贞，红五军特务团团长，1937年1月在高台县作战牺牲。
- 潘同：历任红五军团第13师参谋长、红五军团政治部宣传部部长、红四方面军总部第一局地图教育科科长、中央军委一局第一科科长。1942年在新疆被盛世才拘禁后叛变。

1949年后位居军政要职的有：
- 开国上将李达副总参谋长
- 开国中将：
  - 王秉璋，空军第一副司令员兼参谋长、七机部部长、国防科委主任；
  - 孙毅，中央军委军校部副部长；解放军训练总监部外训部副部长、出版部部长；总参谋部军训部副部长。
  - 孙继先，济南军区副司令员；
  - 李雪三，总后副政委；
  - 韩振纪，总后勤部副部长；
- 开国少将
  - 王谦，华北军区后勤部财务部政委、华北军区编外人事部政委
  - 王振祥，北京军区副司令、顾问
  - 王蕴瑞，军科副院长
  - 刘放，空后副部长
  - 孙润华，甘肃省军区副政委
  - 苏进，炮兵副司令员
  - 赵章成，炮兵副司令员
  - 李毅，装甲兵政治部副主任
  - 李化民，沈阳军区副司令员、武汉军区顾问
  - 谷广善，解放军空军后勤部部长、修建部部长；国防部第五研究院副院长；第七机械工业部副部长
  - 汪洪清，信阳军分区司令员
  - 侯世奎，甘肃省军区副司令员
  - 张汝光，总后卫生部长
  - 张步峰，总后卫生部长
  - 张松平，总后油料部长
  - 张明远，总后副部长
  - 孟庆山，河北省军区第一副司令员、河北省政协副主席
  - 徐国珍，兰州军区副司令员
  - 郭卓辛，南京军区炮兵政委、浙江省军区副政委、安徽省军区副政委
  - 曹灿章，广西军区副司令员
  - 靳虎，海军军械部长
  - 靳来川，解放军总医院院长、总后卫生部副部长
  - 熊伯涛。二炮副司令员
  - 鲁瑞林，广州军区副司令员；
  - 张化一，解放军体育学院副院长；
- 其他高级干部：
  - 冯志湘，济南军区工程兵主任；
  - 牛步云，空军总医院院长
  - 谭志刚，江西省军区后勤部顾问；
  - 边章五，原26路75旅参谋长，红13军37师师长、中央军委局长、八路军司令部参谋处长、东北军区副参谋长、辽东军区司令员、驻苏武官，1954年病逝
  - 王幼平，大使、外交部副部长
  - 王思和，煤炭工业部办公厅副主任
  - 刘向三，水电部副部长
  - 李廷赞，国家测绘总局局长
  - 汪名震，对外经济联络部顾问
  - 张永励，商业部副部长
  - 周骏鸣，林业部副部长、河南省政协副主席
  - 孟谦，中国红十字会副会长
  - 袁血卒，民政部副部长
  - 闻述尧(1906年11月-1985年2月)，第26路军第25师第73旅电台报务员。历任红五军团第13军、江西军区、红五军团总指挥部、中革军委电台队长，红四方面军无线电第6台队长。中共山东分局电台中队长，八路军第一纵队司令部通信科科长，八路军山东军区司令部无线电大队大队长，华东军区通信联络分局副局长，山东军区司令部通信联络处处长。山东省邮电管理局局长、华北邮电管理局副局长、东北邮电管理局副局长、辽宁省邮电管理局局长。1984年6月经中央组织部批准享受副部级待遇。
  - 高志中，国家建委人防办主任
  - 姬鹏飞，全国人大副委员长
  - 黄镇，文化部部长、中顾委常委
  - 曹光裕，江西省民政厅党组成员
  - 郭如卓，24师70团参谋长，被俘获释后流落上海，曾任甘南藏族自治州政协委员
  - 潘望峰，五军团19师政治部主任，1937年在甘肃临泽战斗中离队，1941年在陕甘宁边区重新入党，江西省电业局副局长、江西省建工局副局长；
  - 李东潮，旅大市常务副市长、辽宁省政协副主席。
  - 蒋耀德(1910-1995)，山东临清人。曾在英国人开办的天津医院工作。起义时任第73旅学兵连战士。红军学校卫生所所长、红军公略步兵学校卫生科科长、长征时任干部团卫生队队长。红九军团卫生部部长。八路军第120师卫生部部长、延安抗大卫生部部长。解放战争中任东满军区卫生部部长、东北军区炮兵司令部卫生部部长。旅大市卫生厅厅长、青海省卫生厅厅长、人民卫生出版社副社长、顾问。
  - 耿万福（1905-1994），河北任县人，起义前任第74旅第2团军需官，红五军团第15军会计科长，红军西路军失败后辗转回到延安。任八路军供给学校副校长、延安物资分公司副经理。解放战争中任西满军区经建处长、嫩江军区供给部政委、中国人民解放军第五十军后勤部长、东北军区后勤财务部副部长。1955年开国大校。
  - 張有年（1909-1959）河北省饶阳人。红六军团侦察电台台长、红二方面军侦察电台台长，八路军冀南军区通信科长、晋冀鲁豫军区司令部三分局副局长、第二野战军司令部通信处长、华中电信管理局局长、铁道部电务局副局长。
  - 黄振荣（1915-1968），陕西长安县人。红六军团17师51团营长、参谋，山西新军营长、八路军三五九旅718团营长、东北民主联军护路军一团团长、护路军司令部参谋处长，铁道兵团四支队副支队长兼参谋长。中国人民志愿军铁道兵三师副师长、代师长。1955年开国大校。黑龙江八五二农场场长。
  - 陈士吾(1905年10月14日-2004年10月25日)河南省开封人。1936年1月加入中国共产党。1931年至1932年瑞金军委三局通讯学校教员；1932年至1934年军委三局电台队长；1934年至1935年任军委通讯学校教务主任；1935年至1939年任军委第一电台队长；1939年至1942年任新四军军部电台大队长；1943年至1945年任军委通讯三局总台长；1945年至1946年任北京军调部中共代表团机要副组长；1946年至1947年任阜平、平山中央工委三科副科长；1948年至1949年任中原军区电信专科学校副校长；1949年任武汉邮电管理局办公室主任;1949年至1952年任中南邮电管理局办公室主任；1953年至1954年任武汉电信局副局长；1954年至1982年任陕西邮电管理局副局长、顾问、陕西省政协委员等。1982年11月离休。
  - 徐江汉：湖北襄樊人。1934年8月任中央苏区闽赣军区参谋长。1935年5月11日在闽中的紫山被俘，在福建省反省院羁押。抗战爆发后1937年8月获释。1938年化名赵宁都，赴延安，隐瞒个人历史，1938年12月重新入党。后历任抗大教员、大队长、步兵科主任、东北铁路总局吉林站军代表。解放后先后在天津、北京铁路分局任车务段长、车务处副处长等。1980年代初期后查清历史后，被安排到天津车务段工作。
  - 忽兆麟（1910-1980），原名忽玉民，又名忽梦祥，河南许昌人，第二十六路军总部上尉副官、高级执法队队员。红五军团作战参谋、作战科长，抗日军政大学校务部处长，抗战后与其妻许兰赴八路军驻洛阳办事处工作。1939年，忽兆麟率部分干部前往豫南竹沟寻找新四军时被打散，回许昌老家。1985年4月9日许昌市民政局承认忽兆麟与其妻许兰为红军失散人员。
  - 郝培谋，1908年出生，抗战时在八路军留守兵团工作。1945年9月八路军警3旅抽出部分干部组成两个干部团开赴东北时，郝培谋任其中一个团的营长。
  - 于朝俊（1904-1984），河南商丘人，任红五军团政委刘伯坚的警卫员、军团总部警卫排长、军委后勤部招待所主任，遵义会议后被推荐到军委总部任管理员，直接负责毛、朱等人的日常生活。解放战争中任东北野战军供给部管理科长、第四野战军军需部运输科长，中南军区后勤部和军需生产部的管理科长。
  - 张宣斋，曾用名张习斋，起义前任副官处少校书记官。红五军团总部文书，红军西路军失败后辗转回延安，任延安抗大卫生部政委。
  - 李肃(1910-1941)，山东临清人，毕业于西北军官学校，1930年受上海中央军委派遣打入第二十六路军从事兵运工作，任第74旅2团书记官。任红五军团第14军政治部宣传部长、军团随营学校政委。1937年1月，红五军在甘肃高台被马家军围歼前夕，军长董振堂命时任敌工科长的李肃带领几个战士分别化妆突围，向西路军总部报告情况，请求援助。西路军失败后辗转回到延安。抗战初期任八路军总政治部电影队书记，1941年在延安病故。
  - 黄鸿瑞（1912-2001年6月6日），山东单县人，起义后编入红五军团，1932年加入中国共产党，选送到瑞金的中国工农红军学校学习。毕业后历任红九军团三师七团排长、连长、红三十一军电台警卫排长、八路军第一二九师第三八五旅连长、管理主任、管理科(股)科长、第一二九师永华公司监委。解放战争时期任太行军区、山西军区供给部副部长。1950年底任总后勤部满洲里基地转运站站长、政治委员兼满洲里卫戍区司令员兼政治委员，1951年1月17日兼任中国人民解放军满洲里军事管制委员会主任、满洲里市委书记。1951年11月2日，经中央人民政府政务院、中国人民革命军事委员会批准撤销满洲里军事管制委员会，成立满洲里市军政委员会，黄鸿瑞兼任副主任。抗美援朝战争结束后，历任牡丹江军分区政委、长春军分区政治委员，吉林省军区政治部副主任、吉林省军区副政治委员。1955年9月被授予上校军衔。[4]